# Verrückter wilder Westen
Verrückter wilder Westen (Originaltitel: The Wild Wild West) ist eine US-amerikanische Fernsehserie aus den 1960er Jahren, die Science-Fiction- und Agentenfilmelemente mit dem Westerngenre mixt.

## Handlung
Das Geschehen spielt sich in der zweiten Hälfte des 19. Jahrhunderts in den USA ab. Draufgänger James West und Erfinder Artemus Gordon sind Undercover-Agenten des Secret Service, die im Auftrag von Präsident Grant überall im Land Spezialaufträge erledigen. Hierbei können sie auf ein schier unerschöpfliches Repertoire an Waffen, Ausrüstungsgegenständen und Verkleidungen zurückgreifen, das sie in einem Spezialwaggon ihres Zuges aufbewahren.
Mit diesem Zug reisen West und Gordon durch das Land zu den jeweiligen Schauplätzen und erleben dort ihre Abenteuer, die mit attraktiven Frauen, skurrilen Erfindungen und den zu bekämpfenden Bösewichtern zu tun haben. Dieser exotische Mix macht dabei den besonderen Reiz der Serie aus.
Als herausragender Gegenspieler der Protagonisten erweist sich im Laufe etlicher Episoden der Wissenschaftler Dr. Miguelito Loveless, welcher ebenso bizarre Erfindungen besitzt und der den Agenten am Ende immer wieder entkommt.
Im Rahmen der einzelnen Folgen tauchten auch immer wieder bekannte Schauspieler in Nebenrollen auf, darunter Richard Kiel, Wilhelm von Homburg, Robert Loggia, Lana Wood, Harold Gould und Beverly Garland.

## Ausstrahlung
Für den Sender CBS, der die Serie in Auftrag gab, wurden insgesamt 104 Folgen in vier Staffeln gedreht. Diese wurden zwischen 1965 und 1969 auf dem gleichen Sender ausgestrahlt. Des Weiteren wurden 1979 und 1980 zwei auf der Serie basierende Fernsehfilme produziert, in denen die in die Jahre gekommenen Conrad und Martin wieder mitwirkten.
In Deutschland ist Verrückter wilder Westen bislang nie vollständig gesendet worden. Der Sender Sat.1 strahlte zwischen 1989 und 1991 74 Episoden aus, Tele 5 1991 eine weitere Langfolge. Seitdem wurde die Serie im Pay-TV wiederholt.

## Neuverfilmung
Unter der Regie von Barry Sonnenfeld wurde 1999 unter dem Titel Wild Wild West ein Kinoremake der Serie gedreht. In dem Streifen wirken Will Smith als James West und Kevin Kline als Artemus Gordon mit. Neben Salma Hayek in der weiblichen Hauptrolle mimt Kenneth Branagh den Gegenspieler. Der Film wurde trotz hoher Produktionskosten und akzeptabler Handlung ein Misserfolg und wurde mit der Goldenen Himbeere prämiert. Robert Conrad, dem James West der Serie, wurde ein Cameo-Auftritt angeboten, was dieser aber mit Hinweis auf das schlechte Drehbuch ablehnte.

## DVD-Veröffentlichung
Am 28. Juli 2016 erschien die Collector’s Box 1 mit vier DVDs (ca. 630 min., FSK ab 12) von Koch Media.